# Gar el Hama
Dr. Gar el Hama er hovedpersonen (og skurken) i Gar el Hama-filmene:
- Dr. Gar el Hama (1911, instruktion Eduard Schnedler-Sørensen, manuskript Ludwig Landmann)
- Dr. Gar el Hamas Flugt (1912, instruktion Eduard Schnedler-Sørensen, manuskript Alfred Kjerulf)
- Gar el Hama III (1914, instruktion Robert Dinesen, manuskript Fritz Magnussen)
- Gar el Hama IV (1916, instruktion Robert Dinesen, manuskript Ludwig Landmann)
- Gar el Hama V (1918, instruktion Robert Dinesen, manuskript Peter Nielsen)

I alle filmene spilles Gar el Hama af Aage Hertel, mens det øvrige persongalleri varierer fra film til film - der er dog altid en detektiv eller lignende som hovedmodstander; Robert Dinesen spillede denne rolle i to af sine tre film (løjtnant Erskin i treeren og detektiv Blinkton i fireren).